# Aniceto Arce Ruiz
Aniceto Arce Ruiz (Tarija, 17 de abril de 1824 — Sucre, 14 de agosto de 1906) foi um advogado e político boliviano que serviu como 22º presidente da Bolívia de 1888 a 1892. Ele também serviu como o 4º vice-presidente da Bolívia de 1880 a 1881. A província de Aniceto Arce tem o nome dele. Arce era natural de Tarija, mas foi educado como advogado e residiu a maior parte de sua vida em Sucre, onde se tornou um dos maiores magnatas da mineração de prata do país. Apoiador de Linares e do governo constitucionalista, ele serviu mais tarde no Congresso durante a década de 1870 até a época da ditadura de Daza. Ao contrário de outros líderes competentes de sua época, Arce não se alistou para servir quando a Guerra do Pacífico começou em 1879. Na verdade, sua voz se tornou uma das mais acomodatícias no espectro político, talvez como resultado de suas extensas conexões comerciais com o Chile, onde vendeu grande parte de sua prata, investiu seus lucros e buscou financiamento para seus projetos. A sua posição era que o Litoral era, por várias razões lamentáveis, amplamente indefensável. Assim, o país deve cortar suas perdas e buscar uma aliança com o Chile, e não com o Peru. Apesar dessa posição minoritária, o que soou mais claramente aos ouvidos da maioria dos bolivianos foi o apelo inabalável de Arce pelo estabelecimento de uma ordem democrática conservadora, com primazia da lei, eleições regulares e governo de elites pró-negócios esclarecidas como ele. Para tanto, fundou o Partido Conservador, participou como um dos dirigentes do Congresso de 1880 que derrubou Hilarión Daza, e teve um papel na elaboração da nova Constituição do país. Além disso, ele concordou em se tornar o vice-presidente de Narciso Campero no período crucial de construção da nação de 1880-84.

## Anos nascentes
No início, no entanto, a posição pró-Chile do vice-presidente Arce chocou-se com a do presidente patriota e do general aposentado, que favoreceu o rearmamento e uma ofensiva diplomática sustentada contra o Chile, talvez levando a uma mediação do conflito e, se não, a uma reinserção das tropas bolivianas na ajuda ao Peru. Arce, conforme explicado, era favorável a uma política "realista" de reconhecimento de que a Bolívia havia realmente perdido seu acesso ao Pacífico e que o melhor que se podia fazer era chegar a um modus vivendi com Santiago (que estava em vantagem), mesmo que isso significava abandonar a aliança até então sacrossanta com Lima. O presidente Campero interpretou isso como um sinal de traição e em 1881 expulsou Arce, seu próprio vice-presidente até então, para o exílio.
Eventualmente, o nome de Arce foi limpo e ele foi autorizado a retornar ao país. Ele prontamente registrou seu nome como candidato do Partido Conservador nas eleições presidenciais de maio de 1884, as primeiras sob a nova carta patente e desde 1873. Arce era amplamente esperado para vencer também, mas por pouco perdeu para o candidato "azarão" Gregorio Pacheco, um homem ainda mais rico do que Arce e o principal filantropo do país, que funcionava sob uma plataforma de "administração eficiente" apolítica. Sendo mineiros de prata privilegiados do Sul que compartilhavam uma filosofia conservadora e pró-negócios, os 2 chegaram a um acordo, com Pacheco concordando em se tornar presidente em troca de fazer de Arce seu vice-presidente e se comprometer a apoiar o candidato do Partido Conservador em 1884 eleições.

## Vida política
Conforme acordado, o presidente Pacheco apoiou Arce nas eleições de 1888. É assim que Arce, o caudilho do Partido Conservador, finalmente tornou-se presidente em agosto de 1888, aos 64 anos. Ainda mais do que Pacheco, Arce governou repressivamente, mas também consolidou muitos avanços, incluindo a realização do primeiro intra. Ferrovia boliviana (saindo da fronteira com o Chile até Oruro) e a eletrificação de várias cidades bolivianas. Ele também promulgou um novo conjunto moderno de leis bancárias e de investimento. Decididamente pró-capitalista, dedicado ao livre empreendedorismo praticamente irrestrito na tradição inglesa e pró-inserção na economia internacional sob a égide do investimento estrangeiro, ele enfrentou muitas rebeliões pró-liberais, mas de alguma forma conseguiu manter o poder pela força de sua personalidade assertiva. Ele completou seu mandato e em 1892 passou a batuta para outro conservador, seu substituto e vice-presidente Mariano Baptista.
Nesse momento, Aniceto Arce aposentou-se ostensivamente da política (tinha 68 anos), embora tenha servido como conselheiro não oficial, mas muito importante, dos presidentes conservadores Baptista (1882-1886) e Fernandez-Alonso (1896-99). Ele voltou com força à ribalta política na virada do século, quando sofreu um processo político nas mãos do odiado Partido Liberal, que havia finalmente assumido o poder na chamada Guerra Civil de 1899. Surpreendentemente, o idoso Arce no entanto, foi autorizado a se apresentar como candidato à presidência nas eleições de 1904, presumivelmente porque tinha 80 anos, era impopular e, portanto, bastante derrotável. Ao encontrar o partido que fundou desmoralizado, vilipendiado e acéfalo, o combativo Arce aceitou o difícil desafio de concorrer contra o popular candidato liberal, oficialmente apoiado Ismael Montes. Ele foi derrotado, perdendo por ampla margem - a maior da história eleitoral boliviana até aquele momento. O ex-presidente voltou a se aposentar em sua vasta propriedade rural, onde morreu 2 anos depois, em 1906, aos 82 anos. Ele é mais lembrado por seu temperamento assertivo e postura firme em favor de uma ordem civil democrática (embora oligárquica) e por ter lançado as bases para o funcionamento de um sistema partidário moderno no país.